# Államok vezetőinek listája 490-ben
Ezen az oldalon az i. sz. 490-ben fennálló államok vezetőinek névsora olvasható földrészek, majd országok szerinti bontásban.

## Európa
- Bizánci Birodalom
  - Császár: Zénón (474–491)

- Itália
  - Király: Odoacer (476–493)

- Vizigótok
  - Király: II. Alaric (484–507)

- Osztrogótok
  - Király: Theodoric (474–526)

- Burgundok
  - Király: II. Chilperich (480–493) Valence-ben
  - Király: Godegisel (480–501) Genfben
  - Király: Gundobad (480–516) Lyonban

- Száli frankok
  - Király: I. Chlodwig (482–511)

- Rajnai frankok
  - Király: Sigibert (483–509)

### Britannia
- Kenti Királyság
  - Király: Oeric (488–512)

- Sussexi Királyság
  - Király: Ælle (477–kb 500)

## Ázsia
- Ibériai Királyság
  - Király: I. Vahtang (447–502)

- India
  - Anuradhapura
    - Király: I. Kásjapa (473–495)

  - Gupta Birodalom
    - Király: Budhagupta (476–495)

  - Kadamba
    - Király: Mandhatrivarman (488–500)

  - Pallava
    - Király: I. Nandivarman (480–500)

  - Vákátaka
    - Király: Hariséna (480–510)

- Japán
  - Császár: Ninken (488–498)

- Kína (Északi és déli dinasztiák kora)
  - Déli Csi-dinasztia
    - Császár: Csi Vu-ti (482–493)

  - Északi Vej dinasztia
    - Császár: Vej Hsziaoven-ti (471–499)

- Korea
  - Pekcse
    - Király: Tongszong (479–501)

  - Kogurjo
    - Király: Csangszu (413–491)

  - Silla
    - Király: Szodzsi (479–500)

  - Kumgvan Kaja
    - Király: Csildzsi (451–492)

- Szászánida Birodalom
  - Nagykirály: I. Kavád (488–496)

## Afrika
- Vandálok
  - Király: Gunthamund (484–496)

- Akszúmi Királyság
  - Akszúmi uralkodók listája

## Amerika
- Palenque
  - Király: Butz'aj Sak Chiik (487–501)

- Tikal
  - Király: II. Chak Tok Ich’aak (II. "Nagy Jaguármancs") (486–508)

## Egyházfő
- Pápa: III. Felix (483–492)
- Konstantinápolyi pátriárka: Fravitasz (489-490)
- Konstantinápolyi pátriárka: Euphémiosz (489–495)

## Fordítás
- Ez a szócikk részben vagy egészben  a   Liste der Staatsoberhäupter 490 című német Wikipédia-szócikk ezen változatának fordításán alapul.  Az eredeti cikk szerkesztőit annak laptörténete sorolja fel. Ez a jelzés csupán a megfogalmazás eredetét és a szerzői jogokat jelzi, nem szolgál a cikkben szereplő információk forrásmegjelöléseként.